# 36e régiment du génie (armée britannique)
Le 36e Régiment du Génie (ou 36th Engineer Regiment) est un régiment du Corps of Royal Engineers de l'armée britannique. Le régiment voit son histoire remonter à avant la Seconde Guerre mondiale en tant que 36th Army Engineer Regiment. Aujourd'hui, le régiment est un régiment du génie de soutien général qui fournit un appui aux forces de mélée avec le 12e Groupe du génie (soutien des forces). 

## Histoire
Le prédécesseur du 36e Régiment du génie était le 36e Régiment du génie de l'armée de terre, qui servit pendant la Seconde Guerre mondiale. Il n'y a pas beaucoup d'informations sur cette unité, mais on sait qu'elle était basée en Allemagne à la fin de la guerre. En 1949, le régiment a déménagé à Invicta Park Barracks à Maidstone, Kent. En 1951, le régiment a déménagé à Ripon et avait la structure suivante : 
- Quartier général régimentaire
- 24e, 57e et 58e escadrons de campagne
- 20e Escadron de cantonnement

En 1955, le régiment s'installe à Osnabrück où il rejoint le 11e Groupe du génie. À la suite de leur déménagement, le régiment a été renommé 36e Régiment du corps du génie car les deux entités (le 36e et le 11e), étaient chargées d'appuyer le 1er Corps. En 1956, le régiment s'est déployé au Moyen-Orient avec le 2e Corps (britannique) pendant l'invasion de Suez. À son retour du Moyen-Orient, le régiment est retourné à Invicta Park Barracks à Maidstone. Pendant un an, de décembre 1958 à décembre 1959, le régiment fut déployé sur l'île Christmas après l'opération Grapple. 
En janvier 1969, le régiment a été renommé 36e régiment du génie et déployé en 1974 en Irlande du Nord dans le cadre de la reconstruction après le début initial de l'opération Banner. En 1982, le régiment envoya un détachement affecté à la 5e Brigade d'infanterie participer au conflit des Malouines. 
En 1992, les principales réformes « Options for Change » ont frappé les forces armées. À la suite de ces réformes majeures, le 11th Engineer Group fut dissous et le régiment rejoignit directement la 1st (UK) Armored Division en tant que régiment de soutien rapproché de la 20th Armored Brigade. En 1994, le régiment s'est déployé dans le cadre de l'opération Grapple 4. En 1995, le régiment a pris part à la construction du camp pour la nouvelle 24e brigade aéromobile. En 1999, le régiment a rejoint la 5e Brigade aéroportée et, en 2002, a soutenu la 16e brigade d'assaut par air. 
Au moment de l'annonce des réformes de la "Delivering Security in a Changing World", le régiment était basé à Barker Barracks dans la région de Paderborn. À cette époque, le régiment avait toujours le même rôle mais avait la structure suivante: 
- Quartier général régimentaire
- 9e Escadron parachutistes, transféré au 23e Régiment du génie après la réforme
- 20e Escadron de campagne
- 69e Escadron de campagne de Gurkha
- 61e Escadron de soutien sur le terrain, transféré au 23e Régiment du génie après la réforme
- 70e Escadron de soutien sur le terrain, rattaché en 2000

D'octobre 2007 à avril 2008, le régiment a été déployé en Afghanistan dans le cadre de l'opération Herrick VII affecté à la 52e brigade d'infanterie. 
En 2010, les réformes "Armée 2020" commença et le régiment fut renommé 36e Régiment du génie de recherche. En 2015, la modification du plan "Armée 2020 - redéfinition") annonça que le régiment avait abandonné le titre de «recherche» et avait été affecté au 12e Groupe (génie de soutien des forces). Au cours de ces réformes, il fut annoncé que les autres unités basées en Allemagne devaient être ramenées en Angleterre. En conséquence, le régiment déménagea à Invicta Park Barracks à Maidstone. D'ici 2027, le régiment doit déménager vers un nouvel emplacement, mais on ne sait pas où pour le moment,,. 
Le régiment a maintenant la structure suivante ,,: 
- Quartier général régimentaire
- 50e quartier général et escadron de soutien
- 20e Escadron de campagne
- 69e Escadron de campagne de Gurkha
- 70e Escadron de soutien sur le terrain de Gurkha
- 6e Escadron de soutien sur le terrain

En plus de ces réformes, le régiment sera désigné comme unité de structure de force et doit être jumelé avec le 75th Volunteer Engineer Regiment.

## Avenir
Selon une réponse du ministre d'État aux Forces armées, le colonel Mark Lancaster, le 67e Escadron Gurkha doit être formé d'ici 2021 et le 68e Escadron Gurkha d'ici 2023. 

## Déploiements
- Invasion de Suez, Égypte (soutien à l'invasion)
- Opération Grapple, île Christmas (soutien aux expériences de bombes nucléaires)
- Opération Banner, Irlande du Nord (ingénierie et soutien antiterroristes)
- Opération Herrick, Afghanistan (déploiement de l'OTAN)
- Opération Trenton, Soudan du Sud (Maintien de la paix des Nations unies)
- Opération Tosca, République de Chypre (maintien de la paix des Nations unies)
- Opération Marmat, République fédérale démocratique du Népal (secours en cas de tremblement de terre)
- Projet Animoi, îles Falkland (mise à niveau et assistance de l'infrastructure) [4]

## Sources
- "Unités de l'armée britannique à partir de 1945 - 36 Régiment". british-army-units1945on.co.uk . Récupéré 21/08/2019.
- 36 Régiment du génie